# Sibovia aprica
Sibovia aprica är en insektsart som först beskrevs av Melichar 1926. Sibovia aprica ingår i släktet Sibovia, och familjen dvärgstritar. Inga underarter finns listade i Catalogue of Life.